# Jeux méditerranéens de plage
Les Jeux méditerranéens de plage sont une compétition multisports où se rencontrent des sportifs des pays du bassin méditerranéen dans des disciplines se déroulant sur la plage. Ils sont organisés par le Comité international des Jeux méditerranéens (CIJM) et se déroulent tous les 4 ans, l'année précédant les Jeux olympiques d'été. 

## Éditions
| Édition | Année | Ville hôte       | Pays hôte | Début       | Fin          | Nations | Sportifs | Sports | Meilleure nation | Ref.  |
| ------- | ----- | ---------------- | --------- | ----------- | ------------ | ------- | -------- | ------ | ---------------- | ----- |
| I       | 2015  | Pescara          | Italie    | 28 août     | 6 septembre  | 24      | 763      | 11     | Italie           | [ 1 ] |
| II      | 2019  | Patras           | Grèce     | 25 août     | 31 août      | 26      | 651      | 11     | Grèce            | [ 2 ] |
| III     | 2023  | Héraklion        | Grèce     | 9 septembre | 16 septembre | 26      | 1500     | 13     | Italie           | [ 3 ] |
| IV      | 2027  | Portimão & Lagoa | Portugal  |             |              |         |          |        |                  | [ 4 ] |

## Disciplines
|                     | Pescara 2015 | Patras 2019 | Héraklion 2023 |
| ------------------- | ------------ | ----------- | -------------- |
| Aquathlon           | ●            | ●           |                |
| Basketball 3x3      |              |             | ●              |
| Beach handball      | ●            | ●           | ●              |
| Beach soccer        | ●            | ●           | ●              |
| Beach tennis        | ●            | ●           | ●              |
| Beach volley        | ●            | ●           | ●              |
| Canoe ocean racing  | ●            | ●           | ●              |
| Karaté de plage     |              |             | ●              |
| Kitesurf            |              |             | ●              |
| Lutte de plage      | ●            | ●           | ●              |
| Nage avec palmes    | ●            | ●           | ●              |
| Nage en eau libre   | ●            | ●           | ●              |
| Rowing beach sprint | ●            | ●           | ●              |
| Ski nautique        | ●            | ●           |                |
| Triathlé            |              |             | ●              |
| Total par édition   | 11           | 11          | 13             |

## Tableau des médailles
Tableau des médailles de 2015 à 2019
| Pos.  | Nation      | Or  | Argent | Bronze | Total |
| ----- | ----------- | --- | ------ | ------ | ----- |
| 1     | Italie      | 48  | 36     | 25     | 109   |
| 2     | France      | 26  | 12     | 21     | 59    |
| 3     | Grèce       | 24  | 23     | 20     | 67    |
| 4     | Espagne     | 6   | 9      | 8      | 23    |
| 5     | Algérie     | 2   | 4      | 4      | 10    |
| 6     | Turquie     | 2   | 2      | 5      | 9     |
| 7     | Tunisie     | 1   | 8      | 9      | 18    |
| 8     | Égypte      | 1   | 6      | 4      | 11    |
| 9     | Portugal    | 1   | 5      | 0      | 6     |
| 10    | Syrie       | 1   | 1      | 2      | 4     |
| 11    | Serbie      | 1   | 1      | 0      | 2     |
| 12    | Albanie     | 1   | 0      | 1      | 2     |
| 13    | Croatie     | 0   | 3      | 4      | 7     |
| 14    | Chypre      | 0   | 2      | 1      | 3     |
| 15    | Slovénie    | 0   | 1      | 3      | 4     |
| 16    | Saint-Marin | 0   | 0      | 3      | 3     |
| 17    | Monaco      | 0   | 0      | 2      | 2     |
| 18    | Libye       | 0   | 0      | 1      | 1     |
| Total | Total       | 114 | 113    | 113    | 340   |